# Liste des sites classés et inscrits du Val-d'Oise
Cet article recense les sites protégés du Val-d'Oise, en France.

## Liste

### Sites classés
| Réf. | Site                                           | Communes | Notes                       | Superficie (ha) | Date              | Coordonnées                      | Photo |
| ---- | ---------------------------------------------- | --- | --------------------------- | --------------- | ----------------- | -------------------------------- | ----- |
| 7237 | Falaises de la Roche-Guyon et forêt de Moisson | Bennecourt, Freneuse, Gommecourt, Moisson, Mousseaux-sur-Seine, Saint-Martin-la-Garenne, Chérence, Haute-Isle, La Roche-Guyon, Vétheuil                                                                  | Également dans les Yvelines | 1 655,06        | 16 juillet 1990   | 49° 05′ 19″ nord, 1° 39′ 05″ est |       |
| 6592 | Avenue du château de Franconville              | Saint-Martin-du-Tertre |                             | 3,5             | 3 octobre 1951    | 49° 06′ 11″ nord, 2° 20′ 22″ est |       |
| 6594 | Église et abords                               | La Frette-sur-Seine |                             | 0,17            | 21 octobre 1947   | 48° 58′ 22″ nord, 2° 10′ 44″ est |       |
| 6621 | Église et cimetière                            | Haute-Isle |                             | 0,41            | 10 décembre 1921  | 49° 05′ 01″ nord, 1° 39′ 33″ est |       |
| 6632 | Île de la Cohue                                | L'Isle-Adam |                             | 0,97            | 8 septembre 1932  | 49° 00′ 40″ nord, 2° 12′ 40″ est |       |
| 6635 | Pont du Cabouillet                             | L'Isle-Adam |                             | 0,04            | 20 novembre 1936  | 49° 06′ 47″ nord, 2° 12′ 47″ est |       |
| 6656 | Château et parc                                | Marines |                             | 67,54           | 25 février 1974   | 49° 08′ 24″ nord, 1° 58′ 48″ est |       |
| 6666 | Parc de la mairie                              | Montmorency |                             | 2,22            | 5 novembre 1943   | 48° 59′ 25″ nord, 2° 19′ 13″ est |       |
| 6671 | La Châtaigneraie                               | Montmorency |                             | 1,11            | 5 novembre 1943   | 48° 59′ 37″ nord, 2° 19′ 48″ est |       |
| 6673 | Place et arbre de la liberté                   | Montmorency |                             | 0,05            | 5 novembre 1943   | 48° 59′ 44″ nord, 2° 18′ 58″ est |       |
| 6674 | Place de Verdun                                | Montmorency |                             | 0,24            | 5 novembre 1943   | 48° 59′ 44″ nord, 2° 19′ 37″ est |       |
| 6676 | Sente des Quatre-Sous                          | Montmorency |                             | 0,8             | 5 novembre 1943   | 48° 59′ 43″ nord, 2° 18′ 47″ est |       |
| 6687 | Parc de Nointel                                | Nointel |                             | 60,31           | 24 mai 1945       | 49° 11′ 33″ nord, 2° 00′ 52″ est |       |
| 6688 | Place en face du château                       | Nointel |                             | 0,46            | 8 mars 1960       | 49° 07′ 43″ nord, 2° 17′ 32″ est |       |
| 6699 | Château de Grouchy                             | Osny |                             | 36,38           | 12 janvier 1945   | 49° 03′ 46″ nord, 2° 03′ 40″ est |       |
| 6706 | Cèdre                                          | Piscop |                             | 0,07            | 20 mai 1924       | 49° 01′ 20″ nord, 2° 20′ 50″ est |       |
| 6743 | Pavillon Colombe                               | Saint-Brice-sous-Forêt |                             | 1,15            | 10 mai 1973       | 48° 59′ 57″ nord, 2° 21′ 24″ est |       |
| 6748 | Cèdre                                          | Saint-Gratien | Place Gambetta              | 0,07            | 22 mai 1935       | 48° 58′ 14″ nord, 2° 17′ 02″ est |       |
| 6752 | Parc Le Nôtre                                  | Saint-Ouen-l'Aumône |                             | 17,15           | 16 septembre 1942 | 49° 02′ 25″ nord, 2° 06′ 28″ est |       |
| 6755 | Partie de la propriété de Miraval              | Saint-Prix |                             | 0,81            | 24 octobre 1944   | 49° 00′ 45″ nord, 2° 16′ 39″ est |       |
| 6766 | Château et parc de Boissy                      | Taverny |                             | 57,67           | 26 mars 1973      | 49° 00′ 39″ nord, 2° 13′ 03″ est |       |
| 6819 | Château de Marcouville (d) et parc             | Pontoise |                             | 5,66            | 15 janvier 1976   | 49° 03′ 02″ nord, 2° 05′ 11″ est |       |
| 6879 | Vallée de l'Epte                               | Authevernes, Château-sur-Epte, Dangu, Gasny, Guerny, Noyers, Vexin-sur-Epte, Ambleville, Amenucourt, Bray-et-Lû, Chaussy, Haute-Isle, Montreuil-sur-Epte, La Roche-Guyon, Saint-Clair-sur-Epte           |                             | 2 283,12        | 20 janvier 1982   | 49° 08′ 46″ nord, 1° 39′ 17″ est |       |
| 7197 | Parc et château                                | Vigny |                             | 18,39           | 27 avril 1988     | 49° 04′ 25″ nord, 1° 55′ 34″ est |       |
| 7212 | Vallée aux Moines                              | Le Perchay, Us |                             | 168,63          | 21 février 1989   | 49° 06′ 48″ nord, 1° 56′ 46″ est |       |
| 7271 | Parc du château de la Chesnaie (de)            | Eaubonne |                             | 2,54            | 23 février 1990   | 48° 59′ 42″ nord, 2° 16′ 38″ est |       |
| 7384 | Vallée de Chauvry                              | Baillet-en-France, Béthemont-la-Forêt, Chauvry, Domont, Frépillon, L'Isle-Adam, Maffliers, Mériel, Méry-sur-Oise, Montsoult, Nerville-la-Forêt, Taverny, Villiers-Adam                                   |                             | 3 054,28        | 7 octobre 1994    | 49° 04′ 21″ nord, 2° 15′ 34″ est |       |
| 7385 | Buttes de Rosne, de Marines et d'Épiais        | Bréançon, Chars, Cormeilles-en-Parisis, Épiais-Rhus, Frémécourt, Grisy-les-Plâtres, Haravilliers, Le Heaulme, Marines, Neuilly-en-Vexin, Theuville                                                       |                             | 4 522,97        | 20 janvier 1993   | 49° 08′ 47″ nord, 2° 01′ 37″ est |       |
| 7387 | Château et parc de la Bûcherie                 | Saint-Cyr-en-Arthies |                             | 57,03           | 16 septembre 1992 | 49° 03′ 44″ nord, 1° 44′ 19″ est |       |
| 7448 | Butte des moulins de Sannois                   | Sannois |                             | 9,97            | 5 février 1934    | 48° 57′ 56″ nord, 2° 14′ 33″ est |       |
| 7449 | Château et ses abords                          | Arthies |                             | 2,27            | 13 juin 1961      | 49° 05′ 36″ nord, 1° 47′ 30″ est |       |
| 7463 | Butte de l'église                              | Montmorency |                             | 0,17            | 5 novembre 1943   | 48° 59′ 06″ nord, 2° 19′ 08″ est |       |
| 9808 | Village d'Épiais, hameau de Rhus               | Épiais-Rhus |                             | 687,92          | 2 août 2002       | 49° 07′ 12″ nord, 2° 04′ 14″ est |       |
| 6518 | Domaine de Chantilly                           | Asnières-sur-Oise, Chaumontel, Luzarches | Également dans l'Oise       | 970,54          | 28 décembre 1960  | 49° 08′ 27″ nord, 2° 30′ 30″ est |       |
| 7213 | Butte de Châtenay                              | Bellefontaine, Châtenay-en-France, Jagny-sous-Bois |                             | 666,93          | 6 janvier 1989    | 49° 04′ 21″ nord, 2° 27′ 44″ est |       |
| 9804 | Vallée de l'Ysieux et de la Thève              | Asnières-sur-Oise, Bellefontaine, Chaumontel, Épinay-Champlâtreux, Fosses, Jagny-sous-Bois, Lassy, Luzarches, Mareil-en-France, Marly-la-Ville , Le Plessis-Luzarches, Puiseux-en-France, Seugy, Viarmes |                             | 4 025,81        | 29 mars 2002      | 49° 08′ 40″ nord, 2° 23′ 05″ est |       |
| 7012 | Abbaye d'Hérivaux                              | Luzarches |                             | 149,99          | 13 juillet 1982   | 49° 06′ 50″ nord, 2° 28′ 36″ est |       |

### Sites inscrits
| Réf. | Site                                                  | Communes | Notes                    | Superficie (ha) | Date              | Coordonnées                      | Photo |
| ---- | ----------------------------------------------------- | --- | ------------------------ | --------------- | ----------------- | -------------------------------- | ----- |
| 1067 | Pavillon Colombe                                      | Saint-Brice-sous-Forêt |                          | 1,18            | 4 août 1967       | 48° 59′ 57″ nord, 2° 21′ 24″ est |       |
| 6579 | Lac d'Enghien et ses abords                           | Enghien-les-Bains, Saint-Gratien |                          | 60,04           | 6 novembre 1942   | 48° 57′ 51″ nord, 2° 17′ 59″ est |       |
| 4102 | Parc du château                                       | Saint-Ouen-l'Aumône |                          | 16,61           | 27 octobre 1941   | 49° 02′ 25″ nord, 2° 06′ 28″ est |       |
| 4702 | Parc du château de Marcouville                        | Pontoise |                          | 5,1             | 9 décembre 1947   | 49° 03′ 02″ nord, 2° 05′ 11″ est |       |
| 6517 | Domaine de Royaumont et hameau de Baillon             | Asnières-sur-Oise |                          | 44,12           | 22 mai 1969       | 49° 08′ 40″ nord, 2° 22′ 55″ est |       |
| 6520 | Plaine de France                                      | Attainville, Belloy-en-France, Bouqueval, Châtenay-en-France, Écouen, Épinay-Champlâtreux, Ézanville, Fontenay-en-Parisis, Jagny-sous-Bois, Mareil-en-France, Le Mesnil-Aubry, Moisselles, Le Plessis-Gassot, Villaines-sous-Bois, Villiers-le-Bel, Villiers-le-Sec |                          | 4 869,76        | 24 novembre 1972  | 49° 03′ 05″ nord, 2° 23′ 58″ est |       |
| 6525 | Village et ses environs                               | Auvers-sur-Oise |                          | 661,16          | 25 mai 1970       | 49° 04′ 19″ nord, 2° 10′ 35″ est |       |
| 6535 | Prairie de Montubois                                  | Taverny |                          | 61,24           | 11 octobre 1945   | 49° 02′ 47″ nord, 2° 13′ 47″ est |       |
| 6538 | Partie de la vallée de l'Epte                         | Amenucourt, Bray-et-Lû, Montreuil-sur-Epte, Saint-Clair-sur-Epte |                          | 135,21          | 2 décembre 1975   | 49° 08′ 46″ nord, 1° 39′ 17″ est |       |
| 6557 | Village de Chérence                                   | Chérence |                          | 357,86          | 18 décembre 1970  | 49° 05′ 24″ nord, 1° 40′ 38″ est |       |
| 6567 | Place Claire-Girard                                   | Courdimanche |                          | 0,26            | 10 septembre 1947 | 49° 02′ 07″ nord, 2° 00′ 04″ est |       |
| 6568 | Île de la Dérivation                                  | Éragny, Saint-Ouen-l'Aumône |                          | 3,97            | 9 décembre 1947   | 49° 02′ 11″ nord, 2° 05′ 48″ est |       |
| 6595 | Bords de la Seine                                     | La Frette-sur-Seine |                          | 17,27           | 21 octobre 1947   | 48° 58′ 26″ nord, 2° 10′ 41″ est |       |
| 6626 | Panorama d'Herblay                                    | Herblay-sur-Seine | Comprend l'île d'Herblay | 18,97           | 9 mars 1943       | 48° 58′ 33″ nord, 2° 08′ 34″ est |       |
| 6631 | Promenade des Pâtis                                   | L'Isle-Adam |                          | 0,91            | 3 novembre 1943   | 49° 06′ 40″ nord, 2° 12′ 45″ est |       |
| 6648 | Village de Maffliers                                  | Maffliers |                          | 113,01          | 25 février 1970   | 49° 04′ 38″ nord, 2° 18′ 26″ est |       |
| 6659 | Domaine de l'abbaye du Val                            | L'Isle-Adam, Mériel |                          | 121,51          | 21 juin 1950      | 49° 04′ 31″ nord, 2° 13′ 35″ est |       |
| 6661 | Parc et château                                       | Méry-sur-Oise |                          | 51,48           | 12 décembre 1946  | 49° 03′ 46″ nord, 2° 11′ 23″ est |       |
| 6665 | Espace planté près de l'église                        | Montmorency |                          | 0,07            | 5 novembre 1943   | 48° 59′ 07″ nord, 2° 19′ 09″ est |       |
| 6667 | Domaine de Dino                                       | Montmorency |                          | 12,32           | 16 juillet 1943   | 48° 58′ 55″ nord, 2° 19′ 11″ est |       |
| 6668 | Parc de la propriété Le Montlouis                     | Montmorency |                          | 0,2             | 5 novembre 1943   | 48° 59′ 12″ nord, 2° 19′ 17″ est |       |
| 6672 | Pont de la rue Saint-Victor                           | Montmorency |                          | 0,14            | 5 novembre 1943   | 48° 59′ 06″ nord, 2° 19′ 16″ est |       |
| 7450 | Abords du château                                     | Arthies |                          | 4,03            | 8 octobre 1963    | 49° 05′ 33″ nord, 1° 47′ 27″ est |       |
| 6705 | Village du Perchay                                    | Le Perchay |                          | 98,19           | 26 septembre 1969 | 49° 06′ 41″ nord, 1° 55′ 57″ est |       |
| 6713 | Collège Saint-Martin                                  | Pontoise |                          | 25,33           | 9 décembre 1947   | 49° 02′ 32″ nord, 2° 05′ 36″ est |       |
| 6714 | Jardin public                                         | Pontoise |                          | 2,46            | 9 décembre 1947   | 49° 03′ 02″ nord, 2° 05′ 38″ est |       |
| 6715 | Château de Pontoise et son parc                       | Pontoise |                          | 0,59            | 3 octobre 1944    | 49° 02′ 42″ nord, 2° 05′ 59″ est |       |
| 6721 | Quai Fontaine                                         | Pontoise |                          | 0,34            | 3 octobre 1944    | 49° 02′ 50″ nord, 2° 06′ 01″ est |       |
| 6722 | Boulevard Jean-Jaurès                                 | Pontoise |                          | 0,89            | 3 octobre 1944    | 49° 03′ 05″ nord, 2° 06′ 01″ est |       |
| 6725 | Îles du Pothuis et Saint-Martin                       | Pontoise |                          | 1,16            | 6 octobre 1944    | 49° 02′ 23″ nord, 2° 05′ 52″ est |       |
| 6726 | Ensemble urbain                                       | Pontoise |                          | 15,29           | 4 octobre 1965    | 49° 03′ 01″ nord, 2° 05′ 52″ est |       |
| 6758 | Butte de Sannois - parcelles                          | Sannois |                          | 0,19            | 11 avril 1934     | 48° 58′ 05″ nord, 2° 14′ 38″ est |       |
| 6815 | Massif des Trois Forêts                               | Andilly, Asnières-sur-Oise, Baillet-en-France, Beaumont-sur-Oise, Belloy-en-France, Bessancourt, Béthemont-la-Forêt, Bouffémont, Chauvry, Domont, Frépillon, L'Isle-Adam, Maffliers, Mériel, Méry-sur-Oise, Montlignon, Montmorency, Montsoult, Nerville-la-Forêt, Nointel, Noisy-sur-Oise, Piscop, Presles, Saint-Brice-sous-Forêt, Saint-Leu-la-Forêt, Saint-Martin-du-Tertre, Saint-Prix, Taverny, Viarmes, Villiers-Adam |                          | 8 563,84        | 10 mai 1976       | 49° 05′ 10″ nord, 2° 16′ 12″ est |       |
| 6822 | Lac et rives                                          | Le Thillay |                          | 2,3             | 8 janvier 1976    | 49° 00′ 13″ nord, 2° 28′ 09″ est |       |
| 6938 | Village                                               | Le Plessis-Luzarches |                          | 9,18            | 22 novembre 1979  | 49° 05′ 45″ nord, 2° 27′ 12″ est |       |
| 6737 | Sommet de la Côte                                     | La Roche-Guyon |                          | 0,64            | 8 mars 1938       | 49° 04′ 39″ nord, 1° 36′ 52″ est |       |
| 9803 | Corne nord-est du Vexin français                      | Arronville, Auvers-sur-Oise, Boissy-l'Aillerie, Butry-sur-Oise, Champagne-sur-Oise, Cormeilles-en-Vexin, Ennery, Épiais-Rhus, Frouville, Génicourt, Grisy-les-Plâtres, Guiry-en-Vexin, Hédouville, Hérouville-en-Vexin, Labbeville, Livilliers, Montgeroult, Nesles-la-Vallée, Parmain, Pontoise, Ronquerolles, Vallangoujard, Valmondois |                          | 9 933,75        | 12 novembre 1998  | 49° 06′ 44″ nord, 2° 08′ 44″ est |       |
| 6503 | Vexin français                                        | Brueil-en-Vexin, Drocourt, Fontenay-Saint-Père, Gaillon-sur-Montcient, Gargenville, Guitrancourt, Jambville, Lainville-en-Vexin, Montalet-le-Bois, Oinville-sur-Montcient, Sailly, Tessancourt-sur-Aubette, Ableiges, Aincourt, Ambleville, Amenucourt, Arronville, Arthies, Avernes, Banthelu, Le Bellay-en-Vexin, Berville, Boissy-l'Aillerie, Bray-et-Lû, Bréançon, Brignancourt, Buhy, La Chapelle-en-Vexin, Charmont, Chars, Chaussy, Chérence, Cléry-en-Vexin, Commeny, Condécourt, Cormeilles-en-Vexin, Courcelles-sur-Viosne, Courdimanche, Épiais-Rhus, Frémainville, Frémécourt, Genainville, Gouzangrez, Grisy-les-Plâtres, Guiry-en-Vexin, Haravilliers, Haute-Isle, Le Heaulme, Hodent, Labbeville, Longuesse, Magny-en-Vexin, Marines, Maudétour-en-Vexin, Menouville, Montgeroult, Montreuil-sur-Epte, Moussy, Neuilly-en-Vexin, Nucourt, Omerville, Osny, Le Perchay, La Roche-Guyon, Sagy, Saint-Clair-sur-Epte, Saint-Cyr-en-Arthies, Saint-Gervais, Santeuil, Seraincourt, Théméricourt, Theuville, Us, Vallangoujard, Vienne-en-Arthies, Vigny, Villers-en-Arthies, Wy-dit-Joli-Village |                          | 42 740,94       | 19 juin 1972      | 49° 04′ 59″ nord, 1° 53′ 47″ est |       |
| 5562 | Boucles de la Seine                                   | Bennecourt, Follainville-Dennemont, Fontenay-Saint-Père, Freneuse, Gommecourt, Guernes, Limay, Mantes-la-Jolie, Méricourt, Moisson, Mousseaux-sur-Seine, Rolleboise, Rosny-sur-Seine, Saint-Martin-la-Garenne, Haute-Isle, La Roche-Guyon, Saint-Cyr-en-Arthies, Vétheuil, Vienne-en-Arthies |                          | 4 587,08        | 18 janvier 1971   | 49° 03′ 40″ nord, 1° 41′ 09″ est |       |
| 7465 | Deux ponts sur l'Oise, îles de la Cohue et du Prieuré | L'Isle-Adam |                          | 4,92            | 13 avril 1937     | 49° 00′ 40″ nord, 2° 12′ 22″ est |       |